# 우주르 주주프베코프
우주르 다니야르베코비치 주주프베코프(키르기스어: Үзүр Даниярбекович Жусупбеков, 러시아어: Узур Даниярбекович Джузупбеков, 1996년 4월 12일~)는 키르기스스탄의 레슬링 선수이다. 2024년 하계 올림픽 그레코로만형 헤비급 종목에서 동메달을 획득했으며 아시안 게임에서 동메달 1개, 아시아 선수권 대회에서 금메달 1개, 은메달 1개, 동메달 3개를 획득했다.